# Sistem nervos simpatic
Sistemul nervos simpatic face parte din sistemul nervos vegetativ. El este responsabil de așa numita reacție fight or flight adică reacția de luptă sau fugă în cazul unui pericol mare. 

## Funcție
Reacția de fugă sau luptă mai este cunoscută și sub numele de răspunsul simpato-adrenal. În cazul activării se secretă acetilcolină care activează secreția de adrenalină (epinefrină) și noradrenalină (norepinefrină). Acestea sunt eliberate în sânge. Sistemul nervos simpatic acționeaza autonom, fără control conștient, și pregătește corpul pentru acțiuni în situații periculoase:
- creșterea ritmului cardiac (tahicardie)
- constricția vaselor sanguine
- dilatarea pupilelor
- piloerecția (pielea găinii)
- dilatarea bronhiilor
- scăderea motilității intestinului gros
- creșterea transpirației
- creșterea presiunii sanguine
- dilatarea vaselor sanguine ce irigă inima
- reduce secreția glandelor salivare și cauzează o secreție vâscoasă de salivă

## Descriere
Fibrele simpatice își au originile în măduva spinării, în cornul intermedio-lateral (porțiunea mijlocie a măduvei).Aceste fibre părăsesc mielonul după care se ramifică și ajung în ganglionii paravertebrali. Aici fac sinapse care îi redistribuie spre organele principale, glande și alte părți ale corpului. Fibrele dinaintea ganglionilor se numesc fibre preganglionare, iar cele care pornesc de aici se numesc fibre postganglionare. Corpul celular al fibrelor postganglionare se află deci în ganglionii paravertebrali iar terminațiile lor sunt in contact cu organele sau glandele.

## Receptorii și mediatorii
Primele sinapse sunt mediate de receptori nicotinici, care sunt activați de acetilcolină. Sinapsa finală este mediată de receptori adrenergici, pe care acționeaza fie epinefrină fie norepinefrină. Glandele sudoripare (responsabile pentru transpirație) prezintă receptori muscarinici, care în mod normal sunt caracteristici pentru sistemul nervos parasimpatic.